# Fortunat Jurewicz

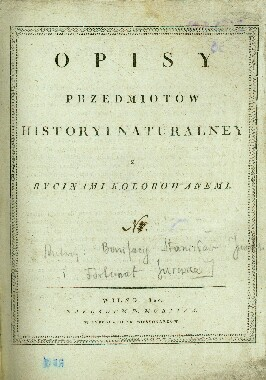
Strona tytułowa "Opisy różnych przedmiotów historii naturalnej"

Fortunat Jurewicz (ur. w 1801, zm. 10 marca 1828 lub 18 listopada 1827) – polski zoolog i lekarz, filareta; wykładowca Cesarskiego Uniwersytetu Wileńskiego.
Urodził się około 1801 roku w powiecie taraszczańskim w guberni kijowskiej, jako syn Jana Jurewicza. Uczęszczał do szkoły w Humaniu, ukończył ją 15 września 1818. W tym samym 1818 roku podjął studia medyczne na Uniwersytecie Wileńskim, które ukończył w 1825 roku. Jego nauczycielami byli Stanisław Bonifacy Jundziłł (1761-1847) i Ludwik Henryk Bojanus (1776-1827). W 1822 roku jako asystent tego ostatniego powtarzał po polsku wykłady, w 1823 roku otrzymał oficjalne polecenie wykładania anatomii porównawczej i zoologii pod jego kierunkiem, potem samodzielnie. Kierował gabinetami anatomicznym i zoologicznym Uniwersytetu Wileńskiego. Wiadomo że Bojanus typował Jurewicza na profesora anatomii porównawczej w projektowanym Instytucie Weterynarii. W 1826 roku jego karierę przerwała choroba psychiczna, w której napadzie zniszczył szafę w gabinecie zoologicznym, zawierającą część cennego zbioru entomologicznego polskiego kartografa Karola Hermana de Perthéesa (1740-1815). W następnym roku załamany nieszczęśliwą miłością i przyznaniem katedry zoologii Edwardowi Karolowi Eichwaldowi (1795-1876), popełnił samobójstwo topiąc się w Wilejce.
Razem z Jundziłłem wydał "Opisy różnych przedmiotów historii naturalnej" (Wilno, 1820). Również z Jundziłłem napisany podręcznik zoologii przeznaczony dla szkół powiatowych nie został wydany.

## Prace
- Stanislaw Bonifacy Jundziłł, Fortunat Jurewicz. Opisy przedmiotów historyi naturalney. Wilno: nakł. Fr. Moritza, 1820. 102 strony.